# Taravu - Bastelica
Taravu - Bastelica est l'un des onze secteurs opérationnels du Parc naturel régional de Corse (Parcu di Corsica), dans le « Delà-des-Monts », un territoire équivalant aujourd'hui au département de la Corse-du-Sud.

## Géographie
Taravu - Bastelica est un « territoire de vie » dans la partie sud du Parc naturel régional de Corse (PNRC). Il est composé de trois pievi : Talavo, et partie de Cauro et de l'Ornano.

### Communes adhérentes
Le Taravu - Bastelica est composé des douze communes adhérentes ci-dessous :
- Guitera-les-Bains (I Bagni di Vutera) - pieve de Talavo
- Bastelica (Bastelica) - pieve de Cauro (Sampiero sera sa dernière dénomination)
- Ciamannacce (Ciamannaccia ) - pieve de Talavo
- Corrano (Currà) - pieve de Talavo
- Cozzano (Cuzzà) - pieve de Talavo
- Frasseto (Frassetu) - pieve d'Ornano
- Forciolo (Furciolu) - pieve d'Ornano
- Palneca (Palleca) - pieve de Talavo
- Sampolo (Sampolu) - pieve de Talavo
- Tasso (Tassu) - pieve de Talavo
- Zevaco (Zevacu) - pieve de Talavo
- Zicavo (Zicavu) - pieve de Talavo

### Limites
Trois secteurs du PNRC sont attenants au Taravu - Bastelica :
- le secteur Gravona au nord,
- le secteur Fiumorbu à l'est,
- le secteur Alta Rocca au sud.

### Relief

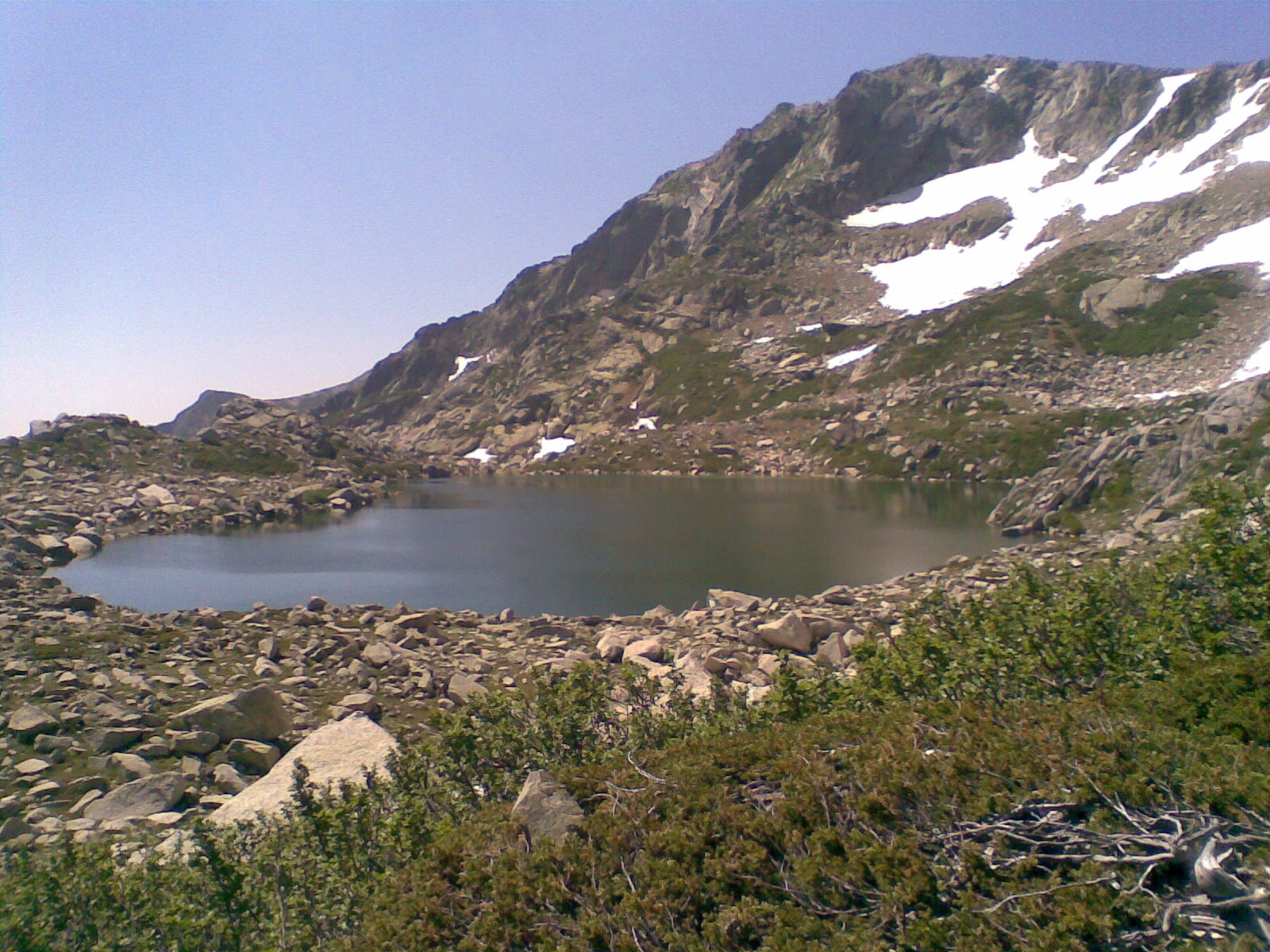
Le Renoso et le lac de Bastani

Le territoire du Taravu - Bastelica est celui du massif du Renoso (2 352 m) et du monte Incudine (2 134 m) qui a sur son flanc occidental, le plateau du Coscione, un véritable château d'eau pour le sud de l'île. Les deux grandes vallées des fleuves côtiers Prunelli au nord et Taravo au sud, sont ouvertes vers l'occident.
Le couvert végétal y est dense, avec de grandes forêts de pins laricio et de hêtraies vers les sommets. Un haut maquis mélangé à des chênes verts, couvrent les vallées et vallons. Proches des villages, les châtaigneraies sont omniprésentes et contribuent de nos jours à la production de la farine de châtaigne et à la qualité des produits charcutiers régionaux. D'autres activités y sont exercées dans l'agro-alimentaire et dans l'agro-pastoralisme, l'agriculture demeurant la principale activité. L'estive est encore pratiqué sur le plateau du Coscione.

### Accès

#### Accès routiers
Aucune route nationale ne traverse le territoire qui est accessible par :
- la D27, qui relie la RN 193 à Bocognano à la RN 196 à Cauro, via Bastelica
- la D83 à Frasseto ou à son autre extrémité, le col de Verde (1 289 m)
- la D69 qui conduit depuis le sud à Zicavo
- la D757 qui conduit à Guitera-les-Bains depuis Olivese au sud
- enfin la D26 qui relie la RN 196 à la D69 et passe par Forciolo.

#### Accès par les sentiers de grande randonnées
Le Parc propose plusieurs types de randonnées : « trekking » avec le GR 20, randonnées « découverte » avec Mare a mare et randonnées « balade ». Dans ce secteur, existent :
- le GR 20. Il emprunte certaines parties orientaux du secteur, lors de trois étapes :
  - 2. De Capannelle à Prati,
  - 3. De Prati à Usciolu,
  - 4. De Usciolu à Asinau ;
- le Mare a mare centre. Il relie Porticcio à la chapelle Santa Maria (Serra-di-Fiumorbo), via Zicavo ;
- des liaisons Mare a mare centre au GR 20.

Des sentiers de pays existent aussi, créés pour la découverte du patrimoine culturel et naturel, en boucles balisées avec des durées de marche variables.

## Histoire

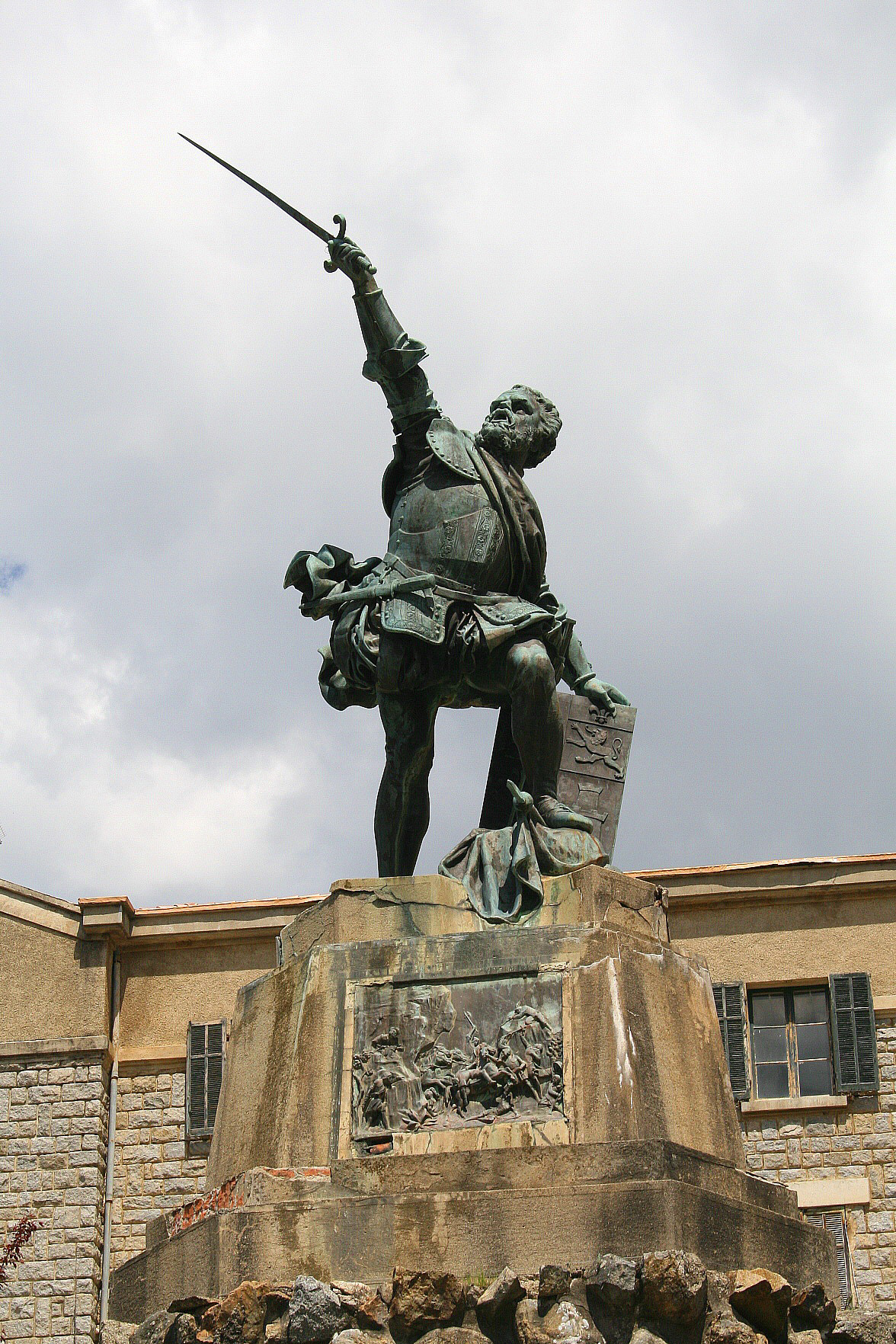
Statue de Sampiero Corso à Bastelica

Bastelica centre de la pieve de Cauro au début du XVIIIe siècle, est devenu aujourd'hui le pôle de ce secteur, de par son riche passé historique. Sampiero Corso né à Bastelica, est avec Pascal Paoli et Napoléon Ier, le plus célèbre des Corses.